# Troglokseny

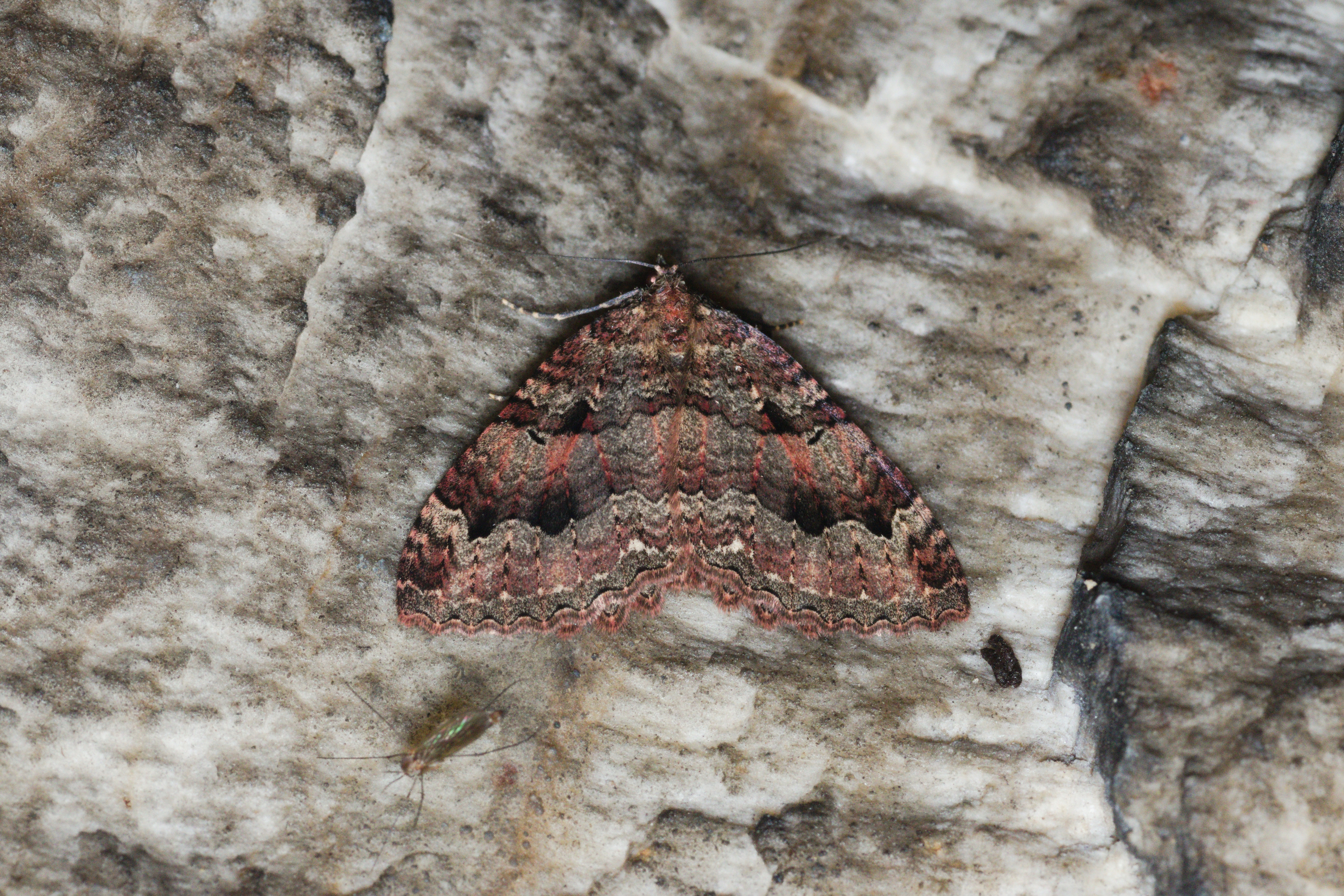
Paśnik jaskiniowiec w jaskini

Troglokseny, speleokseny – gatunki organizmów stanowiące przejściowy (okresowy) składnik bioty jaskiń i podobnych schronień podziemnych (np. sztolni i bunkrów), występujące głównie poza nimi. W jaskiniach mogą się pojawiać przypadkowo lub regularnie np. celem zimowania, ale rzadko zdarza się, że się tam rozmnażają. Zwykle przeważają w odmiennych środowiskach. Zaliczane są one do speleofauny w przypadku zwierząt i speleoflory w przypadku roślin i grzybów. Szczególnym przypadkiem trogloksenów są stygokseny, czyli organizmy występujące w wodach podziemnych (stygalu).